# 超幂*R模型
超幂*R模型是由美国数学家梵·奥士达根据日本数学家高桥的思想创立的简化的非标准分析模型。
考虑一个整点阶梯函数 x=x(t),n≤t<n+1，n=0,1,2,3,…….并称之为过程量。若x(t)≡c,则称之为常过程量（对应于实数c）；若x(t)趋于零，则称之为趋零过程量。可以想象各种趋零过程量当可以用来规定各种不同的无穷小，而关键在于确立划分标准，这就引出超滤集的概念。 
先定义〈x〉={x(t)|n≤t<n+1}是具有某种性质的x(t)的等价类。再定义滤集的概念：Ω称为u上的滤集，如果Ω⊆Ρ〔u〕且满足：
1）¬〔ø∈Ω〕
2)（〔α∈Ω）∧〔β∈Ω〕）→〔α∩β∈Ω〕
3）〔〔α⊆β⊆u〕∧〔α∈Ω〕〕→〔β∈Ω〕
特别地，如果u中的子集，要么在Ω中，要么不在Ω中，则Ω称为u上的超滤集。可以证明至少存在一个超滤集Ω。那么不难得到如下排中律：α={x(t)|x(t)具有性质p},β={x(t)|x(t)不具有性质p},则α∩β=ø且α∪β=u.
那么〈x>={x(t)|n≤t<n+1,n∈Ω}叫做一个超实数，并定义其四则运算及序关系如下：
1）<x>±<y>={x(t)±y(t)|n≤t<n+1,n∈Z∈Ω}
2) <x>·<y>={x(t)·y(t)| n≤t<n+1,n∈Z∈Ω}
3) <x>/<y>={x(t)/y(t)|n≤t<n+1,n∈Z∈Ω,y(t)≠0}
4) <x>≤<y>⇔{n|x(t)≤y(t),n≤t<n+1}∈Ω
由上可证得超实数的各种基本性质，如三分律、结构定理（即有限数β=α+ε，记α=st[β])、等和原理……等。其他部分与非标准分析原模型基本一致。